# Safe Harbor Bridge
Die Safe Harbor Bridge (auch Safe Harbor Trestle) ist eine Eisenbahnbrücke über den Conestoga River, kurz vor dessen Mündung in den Susquehanna River. Das bis 1906 von der Pennsylvania Railroad (PRR) errichtete Bauwerk führte auf unterschiedlichen Höhen jeweils zwei Gleise. Die Widerlager der unteren Balkenbrücke sind gleichzeitig die Brückenpfeiler der Hauptöffnung der oberen Trestle-Brücke, deren 91-Meter-Fachwerkträger die gesamte untere Brücke überspannt. Die obere Gleisebene war Teil einer 115 Kilometer langen Güterverkehrsstrecke mit geringer Steigung zwischen dem Enola Yard bei Harrisburg und der südöstlich gelegenen Stadt Parkesburg, wo Anschluss an die Hauptstrecke der PRR nach Philadelphia oder über den Trenton Cutoff nach New York City bestand. Die bis 1988 genutzte Enola Low Grade Freight Line wurde ab Anfang der 2010er Jahre als Wanderweg ausgebaut. Seit 2022 führt der Enola Low Grade Rail Trail über die obere Trestle-Brücke. Die untere Gleisebene führte zwei Gleise der Philadelphia, Baltimore and Washington Railroad, einer Tochtergesellschaft der PRR. Diese werden heute von der Norfolk Southern Railway betrieben, die 1999 große Teile der ehemaligen Strecken der PRR übernahm.

## Geschichte
Mit der Zunahme des Eisenbahnverkehrs in den USA Ende des 19. Jahrhunderts investierte die Pennsylvania Railroad verstärkt in die Modernisierung und den Ausbau ihres Streckennetzes. Speziell auf der Hauptstrecke zwischen Pittsburgh, Philadelphia und New York City kam es im Güterverkehr vermehrt zu Überlastungen, was zu Rückstauungen auf den Strecken und Rangierbahnhöfen führte. Zu den umfangreichen Baumaßnahmen gehörte mit der Rockville Bridge oberhalb von Harrisburg eine neue viergleisige Brücke über den Susquehanna, die 1902 fertiggestellt wurde. Südlich davon baute die PRR bis 1906 am Westufer des Flusses mit dem Enola Yard einen neuen Rangierbahnhof und verlegte von hier eine 115 Kilometer lange zweigleisige Strecke für den Güterverkehr südwärts bis nach Parkesburg, wo sie an die größtenteils parallel verlaufende Bahnstrecke Philadelphia–Harrisburg anschloss.

### Enola Low Grade Freight Line
| Susquehanna River |

| Delaware River |

| Rockville Bridge |

| Harrisburg |

| Enola Yard |

| Safe Harbor Bridge |

| Columbia |

| Shock Mills Bridge |

| Quarryville |

| Parkesburg |

| Glenloch |

| Philadelphia |

| Pittsburgh |

| Norristown |

| Morrisville–Trenton Railroad Bridge |

| New Jersey |

| New York |

| Pennsylvania |

| Maryland |

Da der Osten von Pennsylvania von der Ridge-and-Valley-Zone der Appalachen durchzogen ist, besaß die Hauptstrecke hier Steigungen von etwa 10 ‰, wodurch die Züge stellenweise aufgeteilt und mit zusätzlichen Schiebelokomotiven ausgestattet werden mussten. Die neue Enola Low Grade Freight Line (auch Atglen and Susquehanna Branch) wurde speziell mit geringer Steigung verlegt, diese lag mit 3–6 ‰ deutlich unter der der Hauptstrecke. Vom Enola Yard aus verlief sie südwärts am Westufer des Susquehanna entlang und wechselte das Ufer etwa 40 Kilometer flussabwärts über die 1905 fertiggestellte Shock Mills Bridge. Von dort folgte die Strecke dem Ostufer des Flusses über Columbia bis zur Mündung des Conestoga, den sie in fast 30 Meter Höhe über die neue Safe Harbor Bridge querte.
Da hier auch die Gleise der Philadelphia, Baltimore and Washington Railroad (PB&W), einer Tochtergesellschaft der PRR, verliefen und deren Brücke bei einem Hochwasser 1904 beschädigt wurde, entschied sich die PRR für einen kombinierten Neubau, wobei die Brückenpfeiler der Hauptöffnung der oberen Trestle-Brücke in die Widerlager der unteren Balkenbrücke integriert wurden; die Brücke wurde im Sommer 1906 für den Verkehr freigegeben. Unweit Safe Harbor bog die Streckenführung dann nach Osten vom Flusslauf des Susquehanna ab und verlief ostwärts nach Parkesburg. Eine Umfahrung von Philadelphia für Züge in Richtung New York City wurde von der PRR schon 1892 von Glenloch über Norristown nach Trenton in New Jersey realisiert; der Trenton Cutoff querte den Delaware River ab 1903 über die ebenfalls neue errichtete Morrisville–Trenton Railroad Bridge.

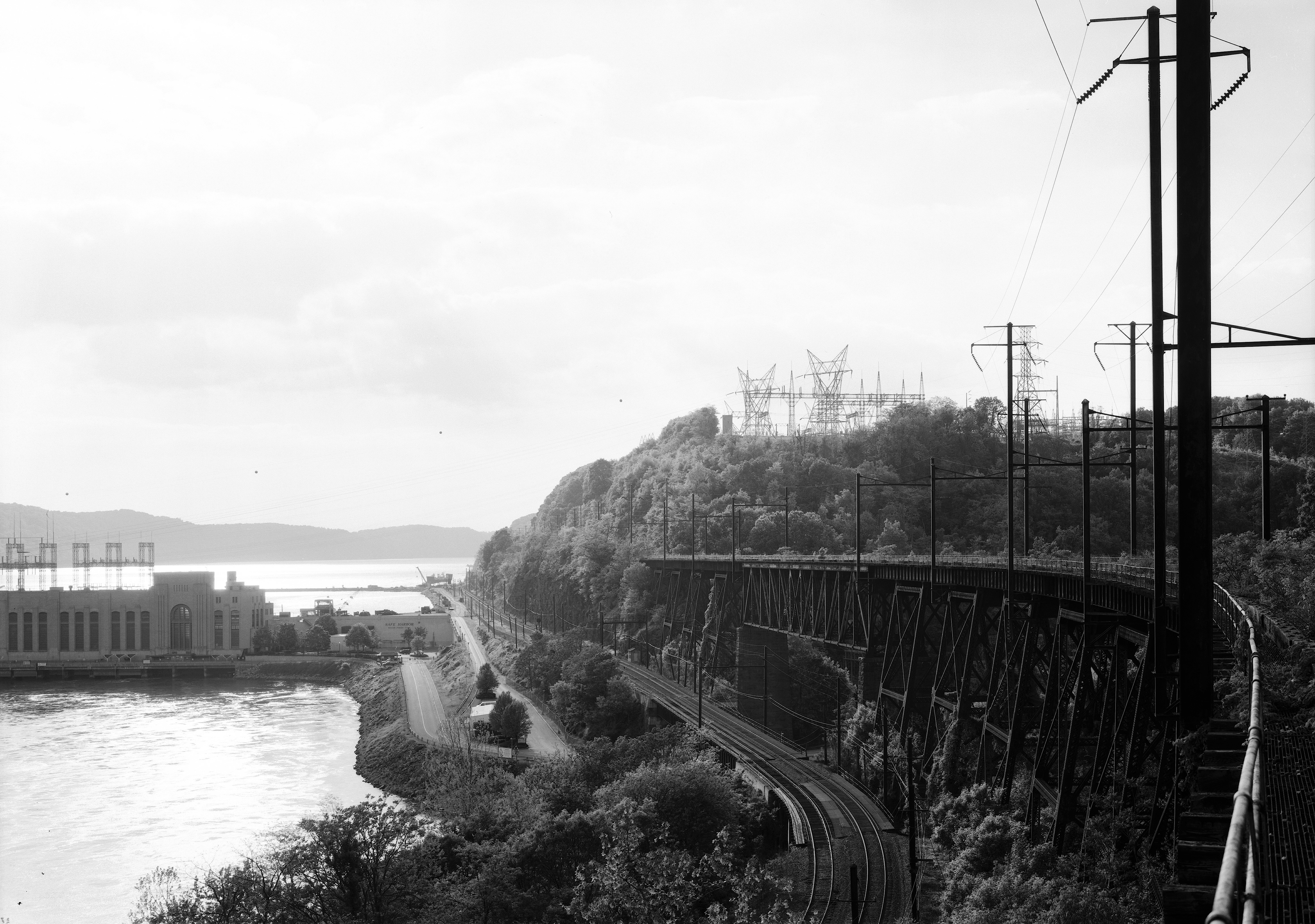
Rechts die stillgelegte Trestle-Brücke, davor die untere Gleisebene und links das Kraftwerk des Safe Harbor Dam (Blick nach Nordwest, HAER von 1999)

Bis 1931 wurde etwa 300 Meter vor der Mündung des Conestoga der Safe Harbor Dam am Susquehanna errichtet. Da die Staustufe den Flusspegel im Oberwasser (Lake Clarke) beträchtlich erhöhte, musste die hier verlaufende Strecke der PB&W erhöht werden, was auch eine Erhöhung der unteren Safe Harbor Brücke hinter der Staustufe um 1,2 Meter bedingte. Mit der Verfügbarkeit günstiger elektrischer Energie durch das Laufwasserkraftwerk elektrifizierte die PRR bis Ende der 1930er Jahre die Güterverkehrsstrecke.

### Stilllegung der oberen Gleisebene

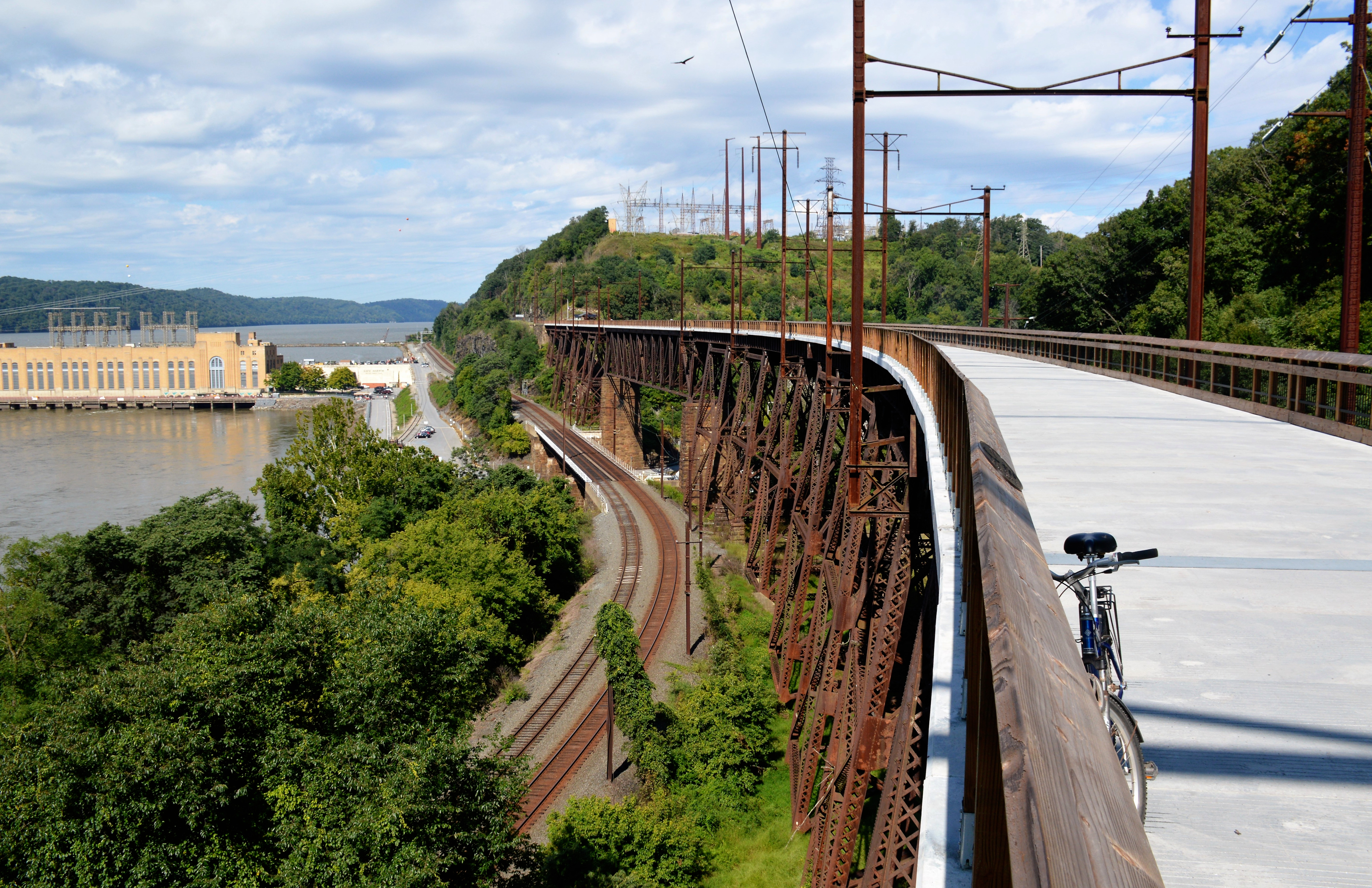
Der Enola Low Grade Rail Trail, 2022

Bis zum Ende des Zweiten Weltkrieges war die Strecke hochprofitabel, aber mit dem Ausbau des Straßennetzes und dem Entstehen des motorisierten Individualverkehrs transportierte die Eisenbahn immer weniger Güter und Personen, was ab den 1960er Jahren die großen Eisenbahnnetze in Nordamerika immer unrentabler machte und in der Folgezeit zu mehreren Insolvenzen der Eisenbahngesellschaften führte. So war 1970 mit der Penn Central auch die Nachfolgegesellschaft der PRR insolvent und ging 1976 mit anderen Bahngesellschaften in den Besitz der staatlichen Auffanggesellschaft Conrail über. Im Zuge der Konsolidierung im Güterverkehr stufte Conrail die Strecken westlich des Susquehanna zu Gunsten der östlich über Harrisburg verlaufenden Verbindungen herab. Der letzte Zug verkehrte über die obere Trestle-Brücke 1988 und Conrail entfernte 1990 die Gleise auf der Enola Low Grade Freight Line. Nach der Aufspaltung von Conrail 1999 übernahm die Norfolk Southern Railway (NS) die Safe Harbor Bridge mit einem Großteil der ehemaligen Strecken der PRR. Die untere Gleisebene wird von der NS nach wie vor betrieben, die obere Trestle-Brücke und die Fracht-Strecke verkaufte die NS 2008 an die entsprechenden Townships. Ab Anfang der 2010er Jahre wurde der Streckenverlauf an vielen Stellen als Wanderweg ausgebaut (Enola Low Grade Rail Trail). Nach der Sicherung der Finanzierung für den Ausbau der Trestle-Brücke 2018, begannen die Arbeiten hier 2020 und waren 2022 abgeschlossen.

## Beschreibung

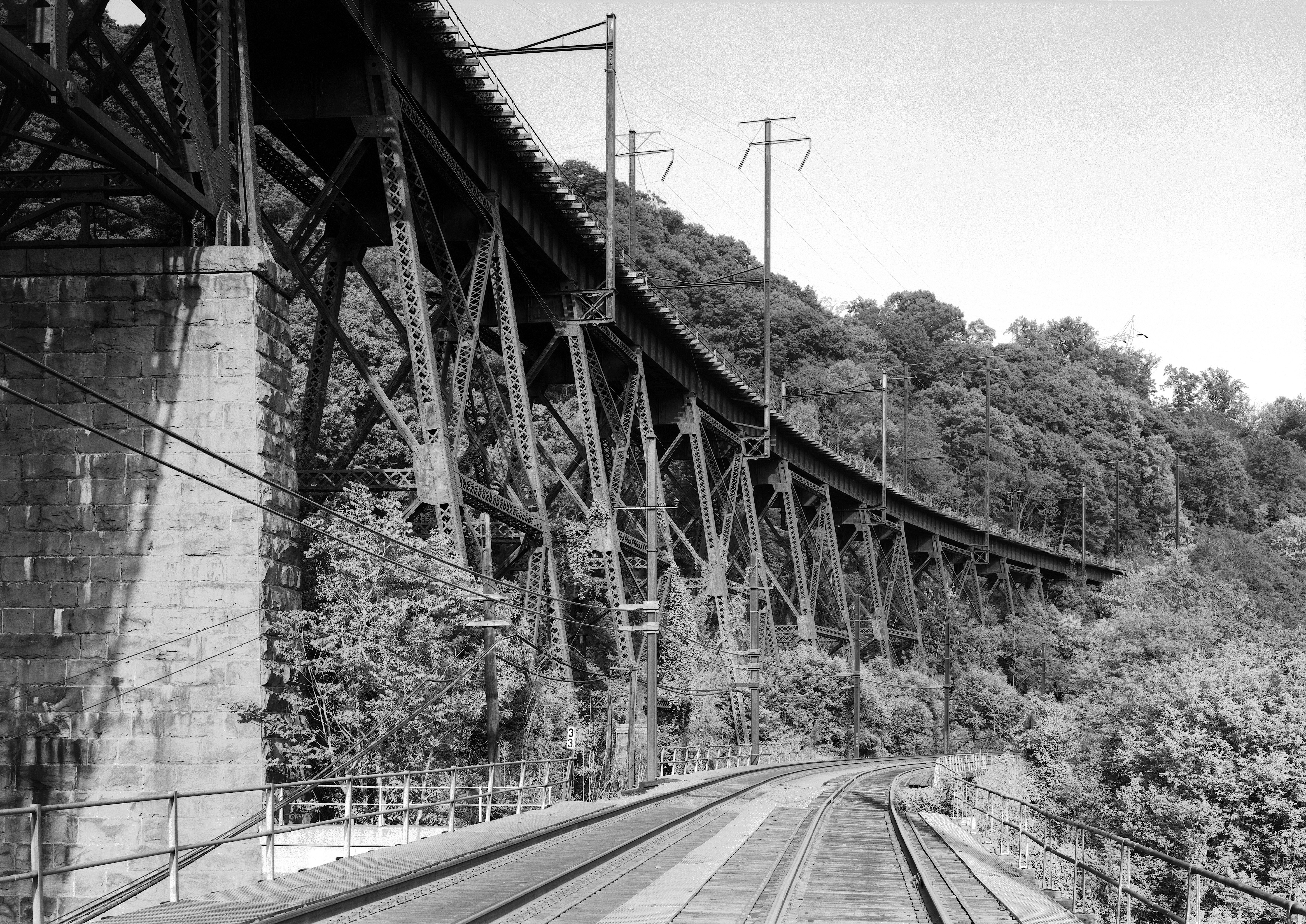
Blick von der unteren Brücke nach Osten (HAER von 1999)

Die untere Gleisebene quert den Conestoga in Ost-West-Ausrichtung über eine 90 m lange Balkenbrücke aus drei 30-Meter-Vollwandträgern, die auf zwei gemauerten Strompfeilern und den jeweiligen Widerlagern ruhen. Diese Widerlager erheben sich auf der Nordseite zu den Brückenpfeilern für die etwa 11 m darüber liegende Gleisebene und tragen einen 91 m langen parallelgurtigen Fachwerkträger mit obenliegenden Gleisen. Dieser ist als Ständerfachwerk ausgeführt, wobei die allein auf Zug beanspruchten Streben und Untergurte ausschließlich aus Augenstäben bestehen. An den Fachwerkträger schließen sich Trestle-Brücken von 146 m Länge nach Westen und von 238 m nach Osten an, wobei letztere eine leichte Kurve nach Süden beschreibt. Das Gerüstpfeilerviadukt gliedert sich neben dem zentralen Fachwerkträger in insgesamt 26 Vollwandträger, die von 12 Stahlgittermasten getragen werden. Die Gesamtlänge der oberen Gleisebene beträgt zwischen den Widerlagern 475 m.